# Jack Falahee
Pour les articles homonymes, voir Jack.
Jack Falahee, né le 20 février 1989 à Ann Arbor (Michigan), est un acteur américain. 
Il est révélé par le rôle de Connor Walsh dans la série Murder. Dès lors, l'acteur tourne dans de nombreux longs métrages du cinéma indépendant.

## Biographie

### Enfance et formation
Jack Falahee est né le 20 février 1989 dans la ville d’Ann Arbor, qui se trouve dans l’État du Michigan aux États-Unis. Issu d’un métissage irlando-italien, il est élevé par des parents qui exercent les professions d’orthophoniste pour sa mère et de médecin pour son père,. 
Pendant son parcours scolaire, il fréquente une école catholique stricte avant d’être récupéré par l’établissement public Huron High School (en) et d’obtenir, en 2007, une place au sein de l’une des écoles de l'Université de New York, la Tisch School of the Arts. 
Au cours de ses années d’apprentissage, il étudie le théâtre et décroche des rôles dans de nombreuses productions, dont la mise en scène des Peines d'amour perdues, du Songe d'une nuit d'été et de la comédie musicale Company de Stephen Sondheim. Il en ressort diplômé, en 2011, d’un Bachelor of Fine Arts (BFA) avec une mention en art dramatique. 

### Carrière

#### Débuts et seconds rôles
En 2012, il fait sa première apparition sur petit écran en tant qu’acteur dans la web-série humoristique Submissions Only (en). Cette même année, on lui attribue également le premier rôle dans le court métrage Sunburn, réalisé par Jayce Bartok. 
Par la suite, Jack Falahee décide de prolonger ses études en bénéficiant de l’International Theater Workshop, un programme scolaire spécialisé se déroulant à Amsterdam, aux Pays-Bas.
La première apparition de Jack Falahee à la télévision a lieu en 2013. L’acteur parvient à obtenir un rôle dans un épisode de la série The Carrie Diaries, distribuée par la chaîne The CW Network. Subséquemment, il est repéré pour participer à un épisode d’Ironside, anciennement diffusée sur la chaîne NBC. Dans cette série, qui n’a disposé que d’une seule saison due à son annulation prématurée, Jack Falahee fait une apparition dans le dernier épisode, qui n’a en fait jamais été retransmis à la télévision mais a été diffusé sur Internet. 
Ensuite, il tourne aux côtés d'Haley Lu Richardson et de Mary McCormack dans le téléfilm, Escape from Polygamy en 2013. 
À la suite de cela, il remporte des rôles dans un certain nombre de films indépendants tels que Hunter, Blood and Circumstance et Slider. 

#### Murderet révélation
En 2014, il joue dans le film d'action Tokarev aux côtés de Nicolas Cage et d'Aubrey Peeples. Durant cette même période, il décroche le rôle de Charlie McBride pendant cinq épisodes de la série Twisted.
Le 12 février 2014, après son audition pour la série Murder, produite par Shonda Rhimes pour ABC,, Jack Falahee est contacté pour rejoindre l'équipe d'acteurs principaux. Il incarne Connor Walsh, un étudiant homosexuel et l'une des cinq têtes de classe de Viola Davis, qui joue le rôle d'une avocate professeure dans une faculté de droit, aux côtés d'Alfred Enoch, de Karla Souza, d'Aja Naomi King ainsi que de Matt McGorry.
L'avant-première de la série a lieu le 25 septembre 2014 et le premier épisode est reçu de manière positive par la critique professionnelle et par les quatorze millions de téléspectateurs américains. En France, la série est diffusée à partir du 6 mars 2015 sur M6.
En 2015, il se voit attribuer le rôle de Henri dans le film Lily et Kat, aux côtés de Jessica Rothe et de Hannah Murray. Lfannée suivante, il accepte d'endosser le rôle de Frank Stringfellow, un éclaireur et soldat confédéré du temps de la guerre de Sécession, pour la série historique Mercy Street.
En 2019, il joue dans le thriller Berserk réalisé par l'australien Rhys Wakefield aux côtés de James Roday, Nick Cannon et Nora Arnezeder. Cette année-là, la direction du réseau ABC annonce que la série Murder est renouvelée pour une sixième et ultime saison, s'achevant après 90 épisodes.

## Vie personnelle

### Vie affective
Après de nombreuses polémiques sur son orientation affective et sexuelle, l'acteur répond en novembre 2017 en expliquant qu'il est hétérosexuel et pourquoi il n'a pas souhaité le dire plus tôt.

### Philanthropie
Le 20 septembre 2015, il participe au triathlon Nautica Malibu et établit un partenariat avec Disney afin de collecter des fonds pour faire avancer le programme de recherche sur le cancer pédiatrique de l’hôpital des enfants à Los Angeles. L’acteur réussit à amasser plus de onze mille dollars de dons pour cette cause.

## Filmographie

### Cinéma

#### Courts métrages
- 2012 : Sunburn de Jayce Bartok : Kevin
- 2018 : At 30 We Throw Dinner Parties de Johnathan Brugal : Marcelo
- 2018 : Crossbow de Zach Lasry (également producteur et scénariste)

#### Longs métrages
- 2013 : Hunter de Ian Samplin : Gavin
- 2014 : Tokarev de Paco Cabezas : Evan
- 2014 : Blood and Circumstance de Tim Gordon et Wes Sullivan : Danny Stabler
- 2014 : Slider de Patrick McCullough : Parker Pierce
- 2015 : Lily et Kat de Micael Preysler : Henri
- 2015 : Campus Code de Cathy Scorsese et Kenneth M. Waddell : Elliot
- 2016 : Cardboard Boxer de Knate Lee : Leo
- 2016 : Blowtorch de Kevin Breslin : Michael Vardi
- 2017 : The Song of Sway Lake de Ari Gold : Jimmy
- 2018 : We Are Boats de James Bird : Michael Lamina
- 2019 : Berserk de Rhys Wakefield : Huntley Thomas

### Télévision

#### Séries télévisées
- 2012 : Submissions Only : Etudiant de Clenched (1 épisode)
- 2013 : The Carrie Diaries : Colin (1 épisode)
- 2013 : Ironside : Scott Dolan (1 épisode)
- 2014 : Twisted : Charlie McBride (8 épisodes)
- 2014 - 2020 : Murder : Connor Walsh (rôle principal - 90 épisodes)
- 2016 - 2017 : Mercy Street (en) : Frank Stringfellow (7 épisodes)

#### Téléfilm
- 2013 : Dans l'enfer de la polygamie (Escape from Polygamy) de Rachel Goldenberg : Ryder

## Distinctions
Sauf indication contraire ou complémentaire, les informations mentionnées dans cette section proviennent de la base de données IMDb.

### Nominations
- Gay and Lesbian Entertainment Critics Association 2015 : Rising Star of the Year